# Hotel Indigo
Hotel Indigo es una cadena de hoteles boutique, parte del Grupo InterContinental Hotels. A partir de febrero de 2020, hay 118 hoteles Hotel Indigo con 14.574 habitaciones en todo el mundo.

## Historia
El primer Hotel Indigo se abrió en Atlanta, Georgia, en octubre de 2004 y una segunda ubicación se abrió en el histórico barrio de Gold Coast de Chicago, Illinois, en mayo de 2005 (luego entró en ejecución hipotecaria y se renombró como Claridge House). La primera propiedad no estadounidense de la marca debutó en Ottawa, Ontario, Canadá (que luego se independizó de la marca InterContinental).